# Habash Sultan
Habash Sultan fou un efimer kan de Coràsmia. Va governar com a kan uns mesos el 1623.
Vers el 1618, o potser ja a finals finals del 1617, dos fills del kan Arab Muhàmmad Khan I, Habash Sultan i Ilbars Sultan, de 16 i 14 anys, que residien a Khivà, que com a fills de la inferior de les cinc dones del kan podien esperar menys part al repartiment de feus, es van revoltar i es van dirigir a Urgendj, parant a Pisghah a més d'un dia de marxa de la ciutat. Foren cridats pel kan a la seva presència, i els va prometre nomenar-los governadors del feu de Vezir, però de moment van refusar anar-hi fins que van haver reunit una important força: van convocar als uzbeks i se'ls van unir els més aventurers de la joventut. El pare no tenia prou força per oposar-se als dos fills i a més era indulgent; van fer una ràtzia al Khurasan i van enviar al pare alguns regals i després es van dirigir a Urgendj. El kan va enviar a un dels seus principals oficials, un uigur de nom Kurban Ali, al campament dels dos fills, i en tornar aquest va informar que tots els uzbeks des de Darughan Ata a Bakiighan Ata se'ls havien unit i que havia estat rebut de manera desafiant; va aconsellar a Arab Muhàmmad de retirar-se d'Urgendj i marxar a Khivà; el kan era dèbil cosa que fins i tot l'historiador Abu l-Ghazi, que era el seu fill, no ho pot amagar, i va acceptar el consell abandonant Urgendj. En endavant Khivà fou la capital del kanat de Coràsmia que va acabar agafant el nom de Kanat de Khivà. Els dos joves prínceps rebels estaven acampats a Kiran Kir. Un temps abans el kan havia fet tancar un canal que passava per Turk i Kuighun i desaiguava a la mar d'Aral i reobrir-lo per aprofitar-lo pel reg del districte de Mizdehkan a Kuighun darrere de Bakirghan, zona que havia esdevingut extraordinàriament pròspera; els dos prínceps es van apoderar de la zona, van obrir els magatzems reials i van repartir el gra en la població el que els va fer guanyar suport popular. Arab Muhammad els va cedir, com havia promès, Vesir i els territoris turcmans dependents d'aquesta ciutat i finalment es van arranjar.
Els dos joves van governar cinc anys a Vesir en pau; però a l'inici del sisè any, mentre el kan era a Urgendj, Ilbars va atacar Khivà per sorpresa i la va ocupar (1622); expulsat pel kan amb l'ajut dels seus dos fills grans Isfendiar (Isfandiyar) i Abu l-Ghazi no van rematar la tasca; quan finalment el kan es va decidir a marxar contra els dos joves rebels aquestos estaven preparats i esperaven al pare amb una força considerable al canal de Tashli Yarmish, construït per Ali Sultan. Arab Muhàmmad fou derrotat i fet presoner i fou enviat per Ilbars II al seu germà Habash Sultan que el va fer cegar i el va enviar a Khivà i després a Kum amb les seves tres dones i dos fills infants; Habash va marxar en persecució d'Isfendiyar Sultan, mentre Abu l-Ghazi va fugir a Kath i d'allí al Kanat de Bukharà.
Isfendiyar amb dos dels seus germans (Sherif Sultan i Khwrezm Shah Sultan, es van fer forts a la fortalesa d'Hazarasp, però després d'un setge de 40 dies, es van iniciar converses, i Isfendiyar va haver d'acceptar marxar a la Meca; Sherif Sultan va rebre Kath i Khwarezm Shah i un altre germà més jove de nom Afghan Sultan, que eren els més joves (encara adolescents) van ser enviats amb la seva mare a Khivà (vers 1622).
Isfendiyar havia lluitat amb els perses a Kandahar el 1621, i al marxar a l'exili, el xa Abbas I el Gran li va donar un cos de 500 homes per ajudar el seu pare a combatre la rebel·lió (o potser per col·locar al mateix Isfandiyar al tron com després va passar). Ilbars II llavors va davant d'aquest perill va matar el seu pare (1623) així com a dos fills d'Isfendiyar i al seu germà Khwrezm Shah Sultan; l'altra germà Afghan Sultan fou enviat a Habash per ser executat, però Habash el va enviar a Rússia Ilbars quan tenia uns 20 anys, va agafar per a si mateix el títol de kan (Ilbars Khan II) amb el suport del seu germà Habash, al que va cedir la meitat del kanat (Urgendj i Vesir) quedant-se ell mateix amb Khivà i Hazarasp.
Habash va governar a la seva part del kanat. Aviat Isfendiar va marxar amb els seus homes cap a Deran i el mont Balkhan al Khurasan i se li van unir alguns turcmans de les tribus Teke, Sarik i Yomut, 500 homes més; amb aquesta força va fer un atac de nit al campament d'Habash Khan a l'Oxus, a l'altre costat de la fortalesa de Tuk. Habash va poder fugir i es va reunir amb el seu germà Ilbars Khan II, que va marxar al rescat; però mentre es van unir a Isfendiar els seus clients i servidors, i els seus altres germans, Sherif Muhammed Sultan i Abu l-Ghazi l'historiador (després Abu l-Ghazi Bahadur Khan). No obstant per influència del khoja (descendent dels califes) Nasr, sogre d'Ilbars II, molts van abandonar a Isfendiar; aquest es va retirar a Mangishlak on se li van unir 3000 turcmans amb els quals va marxar a l'est i va combatre Ilbars II fins que el va derrotar al cap de 20 dies i el va executar.